# Roman Szymański
Roman Szymański (Gniezno, 9 aprile 1991) è un cestista polacco.